# 릴리엔스테르누스
릴리엔스테르누스(Liliensternus)는 중생대 트라이아스기 후기, 오늘날 유럽 대륙에서 서식했던 2족보행의 육식공룡이다. 용반류-수각아목에 속하는종이다. 화석은 1934년 독일에서 발견되었다. 전체 몸 길이는 약 6m(17ft), 체중은 130kg(280lb)정도 나갔을 것으로 추정된다.